# Bridgeport (Ohio)
Bridgeport és una població dels Estats Units a l'estat d'Ohio. Segons el cens del 2000 tenia 2.186 habitants.

## Demografia
Segons el cens del 2000, Bridgeport tenia 2.186 habitants, 973 habitatges, i 586 famílies. La densitat de població era de 607,2 habitants/km².
Dels 973 habitatges en un 26,9% hi vivien nens de menys de 18 anys, en un 42% hi vivien parelles casades, en un 13,7% dones solteres, i en un 39,7% no eren unitats familiars. En el 36,1% dels habitatges hi vivien persones soles el 15,8% de les quals corresponia a persones de 65 anys o més que vivien soles. El nombre mitjà de persones vivint en cada habitatge era de 2,24 i el nombre mitjà de persones que vivien en cada família era de 2,89.
Per edats la població es repartia de la següent manera: un 23,2% tenia menys de 18 anys, un 6,2% entre 18 i 24, un 29% entre 25 i 44, un 24,5% de 45 a 60 i un 17,1% 65 anys o més.
L'edat mediana era de 40 anys. Per cada 100 dones de 18 o més anys hi havia 85,4 homes.
La renda mediana per habitatge era de 25.685 $ i la renda mediana per família de 33.231 $. Els homes tenien una renda mediana de 24.156 $ mentre que les dones 18.333 $. La renda per capita de la població era de 14.723 $. Aproximadament l'11,5% de les famílies i el 16,2% de la població estaven per davall del llindar de pobresa.

## Poblacions més properes
El següent diagrama mostra les poblacions més properes.